# Convair F-102 Delta Dagger
Convair F-102 Delta Dagger ("Delta bodalo") je bil enomotorni nadzvočni prestreznik, ki ga je zasnovalo ameriško podjetje Convair za USAF. Primarno je bil namenjen prestrezanju sovjetskih strateških bombnikov v času Hladne vojne. Zgradili so 1000 letal, ki so jih poleg ZDA, uporabljali še v Turčiji in Grčiji. Upokojili so ga leta 1979, so pa ostali v uporabi kot zračne tarče -"droni" do leta 1986.
Delta Dagger spada v serijo lovcev Century. F-102 je bil prvi ameriški operativni nadzvočni prestreznik in prvi ameriški lovec z delta krilom. Oborožen je bil z vodljivimi in nevodljivimi raketami. Originalni dizajn ni zmogel preseči hitrost Mach 1, z uporabo "area rule" pa je bilo to možno. F-102 je nasledil podvzvočne lovce kot Northrop F-89 Scorpion. F-102 so sicer nepogosto uporabljali tudi v Vietnamski vojni kot spremljevalec bombnikov in za bližnjo podporo. Pozneje ga je nasledil McDonnell Douglas F-4 Phantom II.
Naslednik F-102 je bil Mach 2 Convair F-106 Delta Dart.

## Tehnične specifikacije (F-102A)
Podatki iz The Great Book of Fighters
Splošne karakteristike
- Posadka: 1
- Dolžina: 68 ft 4 in (20,83 m)
- Razpon kril: 38 ft 1 in (11,61 m)
- Višina: 21 ft 2 in (6,45 m)
- Površina kril: 661,5ft²/61,52m² (Originalno krilo) ali 695 ft²/64,57m² (spremenjeno krilo) ()
- Aeroprofil: NACA 0004-65 mod
- Teža praznega letala: 19350 lb (8777 kg)
- Naložena teža: 24500 lb (11100 kg)
- Maks. vzletna teža: 31500 lb (14300 kg)
- Pogon letala: 1 × Pratt & Whitney J57-P-25 turboreaktivni motorji z dodatnim zgorevanjem
  - Potisk motorjev (suh): 11700 lbf (52,0 kN)
  - Potisk motorjev z dodatnim zgorevanjem: 17200 lbf (76,5 kN)
- Notranje gorivo: 1085 ameriških galon (4107 l)
- Zunanje gorivo: 2 × 215 ameriških galon (815 l) odvrgljivi rezervoarji

 Zmogljivost 
- Maks. hitrost: Mach 1,25 (825 mph, 1304 km/h) at 40000 ft (12190 m)
- Doseg: 1350 mi (1170 nmo, 2175 km)
- Višina leta: 53400 ft (16300 m)
- Hitrost vzpenjanja: 13000 ft/min (66 m/s)
- Obremenitev kril: 35 lb/ft² (172 kg/m²)
- Razmerje potisk/teža: 0,70

Oborožitev

- Rakete: 24 × 2,75 in (70 mm) FFAR (Folding Fin Aerial Rocket) nevodljive rakete
- Izstrelki: 

  - 6 × AIM-4 Falcon rakete zrak-zrak
  - 3 × AIM-4 Falcon
  - 1 × AIM-26 Falcon s konvencionalno ali jedrsko bojno glavo

Letalska elektronika

MG-10 fire control system